# Ophiothrix
Ophiothrix is een geslacht van slangsterren, en het typegeslacht van de familie Ophiotrichidae.

## Kenmerken
Met een schijf van ongeveer twee centimeter en armen tot 10 centimeter, kunnen deze soorten een spanwijdte van ongeveer 20 centimeter bereiken.

## Leefwijze
Deze dieren steken hun stekelig gerande armen omhoog in het water en filteren de voedseldeeltjes eruit.

## Verspreiding en leefgebied
Soorten uit dit geslacht kunnen in dichte drommen voorkomen op zowel zandige als rotsachtige delen van de zeebodem.

## Soorten
Ondergeslacht Acanthophiothrix
- Ophiothrix armata Koehler, 1905
- Ophiothrix deceptor Koehler, 1922
- Ophiothrix diligens Koehler, 1898
- Ophiothrix exhibita Koehler, 1905
- Ophiothrix lepidus De Loriol, 1893
- Ophiothrix leucotrigonia H.L. Clark, 1918
- Ophiothrix proteus Koehler, 1905
- Ophiothrix purpurea Von Martens, 1867
- Ophiothrix scorpio (Müller & Troschel, 1842)
- Ophiothrix scotiosa Murakami, 1943
- Ophiothrix signata Koehler, 1922
- Ophiothrix suensoni Lütken, 1856
- Ophiothrix versatilis Koehler, 1930
- Ophiothrix vetusta Koehler, 1930
- Ophiothrix vexator Koehler, 1930
- Ophiothrix vigelandi A.M. Clark, 1968
- Ophiothrix viridialba Von Martens, 1867
- Ophiothrix spinosissima Koehler, 1905

Ondergeslacht Ophiothrix
- Ophiothrix accedens Koehler, 1930
- Ophiothrix ailsae Tommasi, 1970
- Ophiothrix amphibola H.L. Clark, 1939
- Ophiothrix angulata (Say, 1825)
- Ophiothrix aristulata Lyman, 1879
- Ophiothrix beata Koehler, 1907
- Ophiothrix berberis Lyman, 1879
- Ophiothrix bongaertsi Kutscher & Jagt, 2000 †
- Ophiothrix brachyactis H.L. Clark, 1915
- Ophiothrix caespitosa Lyman, 1879
- Ophiothrix ciliaris (Lamarck, 1816)
- Ophiothrix cimar Hendler, 2005
- Ophiothrix comata Müller & Troschel, 1842
- Ophiothrix congensis Koehler, 1911
- Ophiothrix consecrata Koehler, 1930
- Ophiothrix contenta Koehler, 1930
- Ophiothrix convoluta Koehler, 1914
- Ophiothrix cotteaui (De Loriol, 1900)
- Ophiothrix crassispina Koehler, 1904
- Ophiothrix cristata Kutscher & Jagt, 2000 †
- Ophiothrix dedita Koehler, 1930
- Ophiothrix deposita Koehler, 1904
- Ophiothrix dirrhabdota H.L. Clark, 1918
- Ophiothrix dyscrita Clark, 1915
- Ophiothrix echinotecta Balinsky, 1957
- Ophiothrix elegans Lütken, 1869
- Ophiothrix eurycolpodes H.L. Clark, 1918
- Ophiothrix exigua Lyman, 1874
- Ophiothrix foveolata Marktanner-Turneretscher, 1887
- Ophiothrix fragilis (Abildgaard, 1789) - Brokkelster
- Ophiothrix galapagensis Lütken & Mortensen, 1899
- Ophiothrix hartforti A.H. Clark, 1939
- Ophiothrix infirma Koehler, 1905
- Ophiothrix innocens Koehler, 1898
- Ophiothrix koreana Duncan, 1879
- Ophiothrix leucospida Koehler, 1930
- Ophiothrix lineata Lyman, 1860
- Ophiothrix liodisca H.L. Clark, 1915
- Ophiothrix luetkeni Wyville Thomson, 1873
- Ophiothrix maculata Ljungman, 1872
- Ophiothrix magnifica Lyman, 1860
- Ophiothrix marenzelleri Koehler, 1904
- Ophiothrix marginata Koehler, 1905
- Ophiothrix merguiensis Duncan, 1887
- Ophiothrix miles Koehler, 1905
- Ophiothrix nociva Koehler, 1907
- Ophiothrix oerstedii Lütken, 1856
- Ophiothrix oliveri Benham, 1910
- Ophiothrix pallida Ljungman, 1872
- Ophiothrix panchyendyta Clark, 1911
- Ophiothrix parasita Müller & Troschel, 1844
- Ophiothrix pavida Koehler, 1922
- Ophiothrix petersi Studer, 1882
- Ophiothrix picteti De Loriol, 1893
- Ophiothrix plana Lyman, 1874
- Ophiothrix planulatus Stimpson, 1855
- Ophiothrix platyactis H.L. Clark, 1939
- Ophiothrix prostrata Koehler, 1922
- Ophiothrix quinquemaculata (Delle Chiaje, 1828)
- Ophiothrix rathbuni Ludwig, 1882
- Ophiothrix roseocoerulans Grube, 1868
- Ophiothrix rotata Von Martens, 1870
- Ophiothrix rudis Lyman, 1874
- Ophiothrix savignyi (Müller & Troschel, 1842)
- Ophiothrix simplex Koehler, 1905
- Ophiothrix spiculata Le Conte, 1851
- Ophiothrix stri Hendler, 2005
- Ophiothrix synoecina Schoppe, 1996
- Ophiothrix tenuis Koehler, 1905
- Ophiothrix tradita Koehler, 1930
- Ophiothrix tricuspida Cherbonnier & Guille, 1978
- Ophiothrix trilineata Lütken, 1869
- Ophiothrix trindadensis Tommasi, 1970
- Ophiothrix variegata Duncan, 1887
- Ophiothrix viator Koehler, 1904
- Ophiothrix vitrea Döderlein, 1896

Ondergeslacht Theophrix
- Ophiothrix pusilla Lyman, 1874